# Otto Zewe
Otto Zewe (* 1921 in Schiffweiler; † 2003) war ein deutscher Bildhauer und Mitglied im Saarländischen Künstlerbund.

## Leben
Zewe studierte in der Zeit 1946 bis 1950 an der Schule für Kunst und Handwerk in Saarbrücken bei Theo Siegle, Karl Lorenz Kunz und war Meisterschüler bei Otto Steinert, anschließend war er freischaffend tätig. Er hatte zahlreiche Ausstellungen in Prüm, Paris, Ludwigshafen am Rhein, Frankfurt und vielen anderen Orten. Seine Arbeiten prägen viele öffentliche Räume, vor allem im Umfeld seiner Wirkungsstätte Spiesen-Elversberg im Saarland. Sein Schwager war Walter Bernstein.

## Arbeiten
- Betonplastik, Universitätsklinikum Homburg, Medizinische Fakultät. Außenanlagen bei Gebäude 50, Isotopengebäude
- Kinderbrunnen St. Ingbert, Kaiserstraße / Ecke Ludwigstraße
- Sitzende vor dem Haupteingang des Gebäudes B 4.1 Universität des Saarlandes[3]
- Bergmannsstatue in der Rosseltalhalle, Großrosseln. Die Statue diente zur Zeit des aktiven Bergbaus im Saarland als Wanderpokal für die Grube mit der geringsten Unfallzahl.[4]